# Tusk (pel·lícula de 1980)
Tusk (títol en francès: Poo Lorn l'elefant) és una pel·lícula francesa dirigida per Alejandro Jodorowsky, estrenada l'any 1980.
La pel·lícula és una adaptació de la novel·la Poo Lorn l'elefant de l'escriptor britànic Reginald Campbell, amb guió de Alejandro Jodorowsky, Nicholas Niciphor i Jeffrey O'Kelly. La pel·lícula explica la història del vincle entre una nena i un elefant indi que neixen el mateix dia i comparteixen un destí comú.

## Argument
Un dia qualsevol a l'Índia colonial, en el si d'una rica família anglesa, neixen a el mateix temps un elefant, de nom Tusk, i una nena. Entre tots dos, s'establirà una singular i misteriosa relació empàtica en la qual res ni ningú podrà interferir.

## Producció
La filmació de Tusk va ser complexa, entre d'altres motius perquè el productor de la pel·lícula va fer fallida i no va pagar el que devia. Jodorowsky explica a La Danza de la realidad que havia estat rodant a l'Índia, lluny de la seva dona embarassada, filmant en condicions miserables i amb tècnics mediocres per una qüestió de problemes econòmics. Jodorowsky acusa directament al productor d'haver-se ficat a la butxaca els diners de la producció. D'altra banda, el muntatge final no va anar a càrrec de Jodorowsky, qui sempre s'ha mostrat molt curós amb aquests temes. Segons el periodista Leazah Zelaz es noten molt les diferències entre el muntatge de la primera i de la segona part de la pel·lícula.
La pel·lícula va ser piroduïda por Les Films 21, Yang Films i distribuïda per Gaumont.

### Lloc de rodatge
La pel·lícula es va rodar íntegrament a l'Índia.

## Música
El tema central de la pel·lícula va ser compost per Jean-Claude Petit, inclòs en el seu primer àlbum The French Collectlon, i triat per Jodorowsky per acompanyar l'elefant. S'afegeixen a aquesta pista altres composicions de Richard Weiss i de Guy Skornik. Val a dir que l so no està processat en estudi i que tampoc té tanta importància com a tots els seus films anteriors.

## Al voltant de la pel·lícula
Després de dos èxits com El Topo i The Holy Mountain i d'un fracàs com el de Dune, el següent treball cinematogràfic de Jodorowsky va ser Tusk, una pel·lícula envoltada de misteri i llegendes que no tenia res a veure amb la trajectòria del cineasta. El públic i la crítica es van preguntar d'on sortia la idea d'adaptar al cinema una història d'elefants bastant anodina i que gairebé és una mena de conte per a infants.

Jodorowsky va deixar escrit, en un dossier de premsa que ell mateix va confeccionar:
| «                                                      | Tusk: una pel·lícula d'aventures, una història d'amor per a adolescents, un conte iniciàtic per a adults. La pel·lícula està construïda com una historieta. Em vaig inspirar en les historietes que m'agraden: les europees (Hugo Pratt, John Cartland, Hermán, Bernard Prince i el meu amic Giraud Moebius). Vaig agafar de la historieta la tipologia física dels personatges. Les relacions humanes estan sempre en primer pla. Perquè l'espectador no oblidi que està mirant una historieta convertida en pel·lícula, vaig emplenar tota l'acció de dibuixos (de Michelangeli). Per a mi no era qüestió de fer una pel·lícula que deixà sense alè amb acròbates, explosions, efectes especials i un elefant electrònic; jo volia que l'espectacle percebes la realitat física d'una obra de ficció. És per això que totes les accions de la pel·lícula realment tenen lloc; és una historieta viva on la realitat és una porció del somni. | » |
| — Alejandro Jodorwsky, Temps moderns. Papers de cinema | |   |

### Anecdotari
- La pel·lícula és molt difícil de trobar i el mateix Jodorowsky ha renegat d'ella i es nega a parlar del tema —de vegades, ni tan sols, l'ha reconeguda com a part de la seva filmografia. Durant un temps es va dir que el director havia destruït les còpies. El 2001 Zelaz va preguntar-li directament a Jodorowsky per correu electrònic i va rebre la resposta següent:

| «                                                       | No vaig destruir les còpies: el que va passar és que el productor va fer fallida abans que jo acabés d'editar la pel·lícula i la va mostrar amb mitja hora de més. Mai no he pogut acabar-la i per això no m'agrada. Hi ha gent a qui li agrada així. | » |
| — Alejandro Jodorowsky, Temps moderns. Papers de cinema | |   |

- Jodorowsky, en el seu llibre autobiogràfic, La Danza de la Realidad explica que el fet de pujar a un elefant activa els txakres i porta directament cap al gran despertar i la il·luminació.[3]
- L'elefant, com a símbol, apareix també a The Holy Mountain.[3]
- Per a Jodorowsky tots els paquiderms són símbols geològics molt forts, símbols de la terra i de les arrels de cadascú i cadascuna. El director va sentenciar: «A part de viure en les meves sabates, m'agradaria viure damunt d'un elefant».[3]

## Repartiment
- Cyrielle Clair
- Anton Diffring
- Chris Mitchum
- Serge Merlin
- Michel Peyrelon

## Context històric
La pel·lícula, a més de parlar de la il·luminació i la recerca de la Veritat, critica i ridiculitza el colonialisme angés a l'Índia, i també el francés, amb l'ajut de dos dels personatges més histriònics de tot l'univers creat per Jodorowsky.